# ナードル
ナードル（英: Nardole）は、スティーヴン・モファットが制作し、マット・ルーカスが演じた、イギリスの長寿SFドラマ『ドクター・フー』の架空の登場人物。ピーター・カパルディが演じる異星人のタイムトラベラーである12代目ドクターのコンパニオンである。2015年クリスマススペシャル「リヴァーソングの夫」で初登場を果たし、「帰ってきたドクター・ミステリオ」で再登場するまでの間にドクターのコンパニオンとなった。
ナードルは常に人間に見えるにも拘わらず、サイバネティックインプラントの備わった54世紀の異星人であり、惑星メンドラックス・デロラのヒューマノイドの入植地に所属する。新シリーズで1シーズン全編に亘って登場した異星人のコンパニオンとしては初めてであり、過去30年以上に亘っても唯一である。大半のコンパニオンと違い、ナードルがドクターとの旅を望むことは滅多になく、大半のエピソードでは地球で安全を確保することを選んでいる。しかし、ドクターの冒険に巻き込まれることもあり、多くの場合は彼の意思に反している。

## 登場
ナードルは2015年のクリスマススペシャル「リヴァー・ソングの夫」でドクターの妻リヴァー・ソングの部下として登場した。エピソードの過程でナードルは首を落とされ、頭部は最終的にサイボーグのボディの一部となった。2016年クリスマススペシャル「帰ってきたドクター・ミステリオ」でナードルは再登場した。今回はリヴァーと別れたドクターのコンパニオンとなり、ドクターはナードルの元々の肉体を再構築することに成功した。ただし、ナードルが現在サイボーグであるか、純粋な有機体な肉体を持つかは定かではない。
上記2本のクリスマススペシャルに続くシリーズ10では、ナードルはドクターのアシスタントとして続投された。シリーズの第1話「約束」では、ナードルはドクターと共にブリストルの大学を拠点とし、大学地下の金庫の防衛をドクターに誓わせていた。ドクターが新しい旅のコンパニオンとしてビル・ポッツを引き受けることをナードルは危惧し、その予感は的中することとなる。ナードルはついに「宇宙での死に方」でビルやドクターとの冒険に巻き込まれる。それに続く一連の3エピソード「迫る終焉」、「滅亡を呼ぶピラミッド」、「嘘という支配」では、リヴァー・ソングが死ぬ前に残した指示に従ってドクターを補佐するためにやって来たことが明かされた。ドクターを留めておくことがリヴァーの最期の頼みに見合うことであると考え、ドクターを蹴る権利がある唯一の人間であると自負した。ドクターの友人かつ大敵であるミッシーを1000年保護するとドクターが宣言した後、ナードルは正式にドクターの仲間に加わった。同話でナードルは異星人ゆえに辛うじて致死的なバクテリアの感染から逃れ、地球を征服した異星人モンクに対抗してビルとドクターを補佐し、地球人類に自由意志を取り戻させることに成功した。
シリーズのフィナーレである「残酷な宇宙の時間」/「散りゆくドクター」では、ナードルはドクタードクターとビル、ミッシーと共にマスターの陰謀に巻き込まれる。惑星モンダスの船でマスターが生み出したサイバーマンの軍団から逃れるため、ナードルは小型宇宙船を操縦してモンダス船の上階へ全員を避難させる。これ以上の避難ができないと考えたドクターの指示でナードルはサイバーマンに対抗しうる兵器を製作し、船で暮らす民間人をサイバーマンの脅威から守る役目を買って出た。
2017年クリスマススペシャル「戦場と二人のドクター」では、ナードルが死亡した際の記憶から作られた彼のアバターが登場し、12代目ドクターが再生する前に彼と抱擁を交わした。ポール・コーネルによる同話の小説版では、ドクターが去って間もなくサイバーマンが脅威ではなくなり、ナードルが複数の妻や子どもたちに囲まれて長く生きたことが明かされた。

## キャスティング
2015年11月、マット・ルーカスがナードルという名のゲストキャラクターとして「リヴァー・ソングの夫たち」に出演することが明かされた。2016年6月14日には2016年クリスマススペシャル「帰ってきたドクター・ミステリオ」にナードルが再登場することが確実となり、シリーズ10のフィナーレまでドクターのコンパニオンとして続投された。マット・ルーカスがナードル役を再び演じることを望んだため、スティーヴン・モファットはルーカスをレギュラーとして再登場させる機会を使った。